# 野田內閣 (第二次改組)
野田第二次改組内閣（日语：／ Noda Dainiji Kaizō Naikaku */?）是日本眾議院議員、民主黨代表野田佳彦就任第95任內閣總理大臣（首相）後，自2012年6月4日至2012年10月1日組成的內閣。

## 經緯
野田第1次改組內閣成立後不到4個月的內閣改造。野田第1次改造內閣，在第180通常國會上，提出了社會保障和稅的一體改革進入了論戰，但在這一方面，防衛大臣田中直紀和國土交通大臣前田武志以各自的醜聞在參議院上通過了問責決議案。在這一點上，野田首相的方針是讓兩個內閣成員繼續投下兩個閣僚，但是為了使政權方面將在國會上成立作為國會最大課題的消費稅法修正案為支柱的稅制改正法案，為了謀求與在野黨的合作關係，進行此次的內閣改造。事到了。
閣僚13人留任，內閣改造的人數在留任作為歷代最多的記錄。

## 國務大臣
| 職名                                                                        | 氏名 | 氏名       | 所屬議院 所屬政黨                 | 擔當事項等                                                              | 備考       |
| --------------------------------------------------------------------------- | ---- | ---------- | --------------------------------- | ----------------------------------------------------------------------- | ---------- |
| 內閣總理大臣                                                                |      | 野田佳彦   | 眾議院 民主黨（野田集團）         | 郵政民營化擔當：2012年9月10日〜                                         |            |
| 副總理 內閣府特命擔當大臣 （行政刷新擔當）                                  |      | 冈田克也   | 眾議院 民主黨（无派阀）           | 行政改革担当 社会保障・税一体改革担当 內閣總理大臣臨時代理就任順位第1位 |            |
| 總務大臣 內閣府特命擔當大臣 （沖繩及北方對策擔當）                          |      | 川端达夫   | 众议院 民主党（鸠山集团）         | 內閣總理大臣臨時代理就任順位第3位                                       |            |
| 法务大臣                                                                    |      | 瀧實       | 众議院 民主黨（无派阀）           |                                                                         |            |
| 外務大臣                                                                    |      | 玄叶光一郎 | 眾議院 民主黨（玄叶集團）         | 內閣總理大臣臨時代理就任順位第4位                                       |            |
| 財務大臣                                                                    |      | 安住淳     | 眾議院 民主黨（前原集團）         |                                                                         |            |
| 文部科學大臣                                                                |      | 平野博文   | 眾議院 民主黨（平野集团）         | 國立國會圖書館聯絡調整委員會委員                                        |            |
| 厚生勞動大臣 內閣府特命擔當大臣 （少子化对策担当）                          |      | 小宫山洋子 | 眾議院 民主黨（前原集團）         |                                                                         |            |
| 農林水產大臣                                                                |      | 郡司彰     | 眾議院 民主黨（横路集團）         |                                                                         |            |
| 經濟產業大臣 內閣府特命擔當大臣 （原子力损害赔偿支援机构担当）              |      | 枝野幸男   | 眾議院 民主黨（菅集團）           | 內閣總理大臣臨時代理就任順位第5位                                       |            |
| 國土交通大臣                                                                |      | 羽田雄一郎 | 参議院 民主黨（羽田集团）         | 海洋政策擔當                                                            |            |
| 環境大臣 內閣府特命擔當大臣 （原子能行政擔當）                              |      | 细野豪志   | 眾議院 民主黨（前原集團）         |                                                                         |            |
| 防衛大臣                                                                    |      | 森本敏     | 非国会议员                        |                                                                         |            |
| 內閣官房長官                                                                |      | 藤村修     | 眾議院 民主黨（野田集團）         | 內閣總理大臣臨時代理就任順位第2位                                       |            |
| 國家公安委員會委員長 內閣府特命擔當大臣 （消费者及食品安全担当）            |      | 松原仁     | 众議院 民主黨（平野集团川端集团） | 拉致问题担当                                                            |            |
| 內閣府特命擔當大臣 （金融擔當）                                             |      | 松下忠洋   | 參議院 國民新黨                   | 郵政民營化擔當                                                          | 在任中死去 |
| 內閣府特命擔當大臣 （經濟財政政策擔當） （科學技術政策擔當）                |      | 古川元久   | 眾議院 民主黨（前原集團）         | 宇宙開發擔當 國家戰略擔當                                               |            |
| 內閣府特命擔當大臣 （防災担当） （「新しい公共」擔當） （男女共同参画担当） |      | 中川正春   | 眾議院 民主黨（羽田集团）         | 公务员制度改革擔當                                                      |            |
| 復興大臣                                                                    |      | 平野达男   | 參議院 民主黨（玄叶集團）         | 東日本大震災總括擔當                                                    |            |